# 癸酉靖難
癸酉靖難（きゆうせいなん、계유정난 ）は、李氏朝鮮の第6代国王端宗の即位1年後の1453年10月に、幼い国王の叔父にあたる首陽大君（のちの世祖）が、皇甫仁、金宗瑞らの顧命大臣を殺害して政権を奪取した宮廷クーデター事件。

## 概要
事件の発端は、1452年5月、世宗の長男であり後継者の文宗が即位2年余りで病死し、王世子の弘暐（のちの端宗）が11歳で即位したことに始まる。端宗には有力な後宮の支援が得られなかったため、文宗は臨終に当たって、世宗以来の集賢殿の学者や官僚たちに国王の輔弼を託していた。
当時の政治勢力は、文宗の遺命を受けた皇甫仁、金宗瑞らの顧命大臣と、政治的能力にも優れた世宗の次男である首陽大君を中心とするグループに分かれていた。大臣たちは首陽大君を牽制するために、世宗の三男の安平大君を後ろ盾として擁立し、首陽大君の勢力拡大を阻止するための方策を模索していた。
そんな折、首陽大君は自ら謝恩使として明に赴くことを申し出て、1452年9月から翌年春に帰国するまで国内政治から離れた。この首陽大君の赴任は、彼の政権への野心を隠す絶好の機会となった。首陽大君は、随行の申叔舟や集賢殿の鄭麟趾、権擥などを傘下に加え、明から帰国するとすぐに具体的な計画に着手した。
準備が整うと、計画の発覚をおそれて、1453年10月10日の深夜にクーデターの実行が決定された。首陽大君は、まずもっとも手強い政敵であった金宗瑞を自宅に訪ねてその場で惨殺し、同時に彼の部下たちは宮廷に大臣たちを招集して、皇甫仁らの主要な大臣たちを一挙に殺害した。一方の黒幕だった安平大君は江華島に配流後、賜薬（死薬）をもって殺害された。
政権を掌握した首陽大君は、クーデターに参加した功臣たちを登用し（これらの功臣たちは、後に勲旧派と呼ばれるようになる）、「靖難」に不満を持つ王族や国王を補佐する臣下を圧迫したので、1455年閏6月に、端宗は譲位して自らは上王となり、首陽大君が第7代国王（世祖）として即位した。

## 端宗復位事件
事件から1年半後の1456年6月に「端宗復位事件」が発覚し、成三問・朴彭年ら、のちに「死六臣」と呼ばれる文臣たちが処刑される。翌年の6月には、上王端宗も魯山君に降格の上、その4か月後に配流先で賜薬を下され17歳で賜死された（死後、端宗が正式に王位を回復されるのは第19代国王粛宗の時代）。この時、端宗復位のために謀反を起こして既に配流されていた第4代王・世宗の六男の錦城大君も、ほぼ同時に配流先で賜死されている。

## 評価
のちに士林派の台頭とともに、儒教の名分論の立場から、この「王位簒奪事件」は李朝を通じて非難の対象となってきた。父世宗が「聖王」と称えられるのに対し、世祖はその政治的実績にもかかわらず、野心家のイメージから評価は高くない。